# Ranger 6
Ranger 6 was een Amerikaanse onbemande ruimtemissie naar de Maan. Het doel van deze verkenner was het nemen van close-up foto's van het maanoppervlak ten behoeve van het Apolloprogramma.

## Voorspel
Op deze missie rustte een zware hypotheek. Alle eerdere pogingen
van dit project (Ranger 1, 2, 3, 4 en 5)
eindigden in een fiasco. De Senaat was, na vijf gefaalde pogingen om de Maan te bereiken, uiterst ontstemd over de voortdurende mislukkingen door NASA. Zij onthield daarop haar goedkeuring voor verdere financiering van het hele project.
Hierdoor stonden de resterende missies Ranger 6 t/m 12 ineens op losse schroeven. Een Amerikaanse astronoom van Nederlandse afkomst, Gerard Kuiper, (waarnaar de Kuipergordel is vernoemd) toonde zich een warm pleitbezorger voor continuering van het project. Na veel discussie overreed hij de senatoren om tóch geld in Ranger 6 te steken.
Voor hun toestemming betaalde NASA wel een hoge prijs. De laatste drie missies (Ranger 10, 11 en 12) moesten worden geschrapt. Aan drie voorafgaande missies (Ranger 7, 8 en 9) verbonden de volksvertegenwoordigers de keiharde voorwaarde dat Ranger 6 moest slagen. Faalde NASA nogmaals, dan bleven Ranger 7, 8 en 9 slechts beperkt tot de tekentafel.

## Revisie van ontwerp
Na het uitermate belabberde resultaat van de vijf eerdere verkenners lichtte NASA het gehele ontwerp van hun onfortuinlijke ruimtesonde door. Minder betrouwbare geachte systemen werden verbeterd; daarnaast werden kritieke onderdelen dubbel uitgevoerd zodat de vlucht van Ranger 6 een zo groot mogelijke kans van slagen kreeg. NASA begreep maar al te goed dat de Senaat vanaf nu geen mislukking meer zou tolereren.

## Lancering
Ranger 6 werd gelanceerd op 30 januari 1964 met een Atlas-Agena draagraket vanaf het Cape Canaveral Air Force Station.

## Camera's

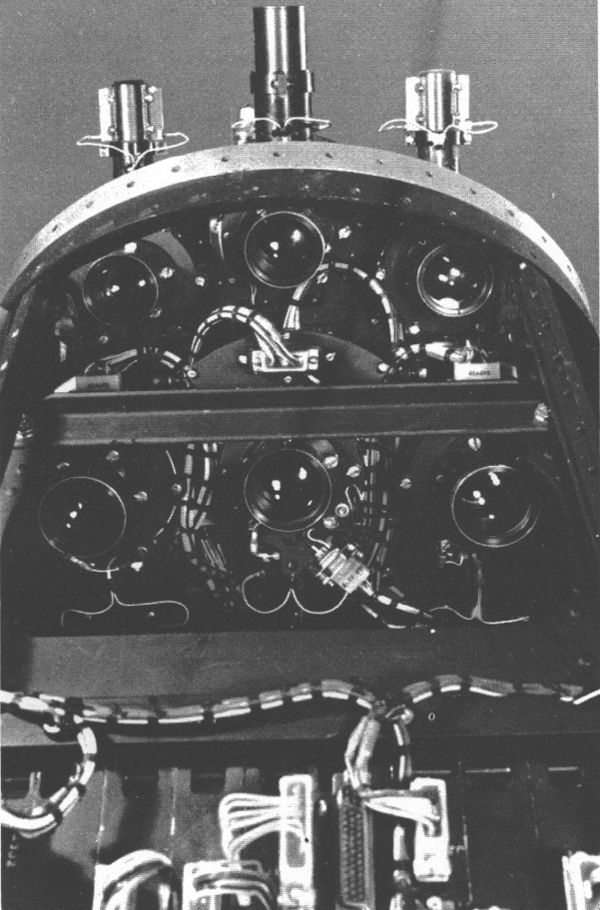
Optisch systeem van Ranger 6

Ranger 6 woog 365 kg en beschikte over zes camera's. Twee groothoekcamera's met 1150 beeldlijnen om scherpe foto's van het maanoppervlak te maken vanaf 1600 km en lager. Verder installeerde men vier camera's met een kleinere hoek. Deze hadden slechts 300 beeldlijnen en maakten afbeeldingen van kleinere gedeeltes van de oppervlakte. Ze werkten in paren en namen om de 0,2 seconde foto's. Verder droeg Ranger 6 geen wetenschappelijke instrumenten.

## Resultaten
De Ranger 6 werkte bijna geheel volgens plan en sloeg in op de Maan op het berekende punt van 21° 31' O en 9° 20' N op 2 februari 1964. Tot grote teleurstelling van NASA zond de verkenner geen enkele foto van de oppervlakte van de Maan over. Na later onderzoek bleek dat hoogstwaarschijnlijk tijdens de lancering een onderdeel was doorgebrand, waardoor het tv-systeem werd vernield.

## Nasleep
De desillusie van Ranger 6 bracht NASA toch een onverwachte opsteker. De senatoren vonden dat NASA zó dicht bij succes was geweest, dat ze met de hand over het hart streken. NASA kreeg toestemming voor lancering van de Rangers 7, 8 en 9.
Ranger 1 · Ranger 2 · Ranger 3 · Ranger 4 · Ranger 5 · Ranger 6 · Ranger 7 · Ranger 8 · Ranger 9